# Lőcslábú galacsinhajtó
A lőcslábú galacsinhajtó (Sisyphus schaefferi) a rovarok (Insecta) osztályának bogarak (Coleoptera) rendjébe, ezen belül a mindenevő bogarak (Polyphaga) alrendjébe és a ganajtúrófélék (Scarabaeidae) családjába tartozó faj.

## Alfajai
A lőcslábú galacsinhajtó elfogadott alfajai az alábbiak:
- Sisyphus schaefferi morio – Arrow, 1909
- Sisyphus schaefferi boschnaiki  – Waldheim, 1823

## Elterjedése
A faj a melegebb hőmérsékleteket kedveli, Közép-Európában éri el előfordulásának északi határát. Az északi területeken túlra nem terjed, ideértve az Egyesült Királyságot is. A faj elterjedése Európában Belgiumon, Németországon és Lengyelországon keresztül történik. Ezen kívül megtalálható a Földközi-tenger térségében, beleértve Észak-Afrikát is. Terjedése Spanyolországtól és Franciaországtól keletre, Kis-Ázsián át Mongóliáig, Észak-Kínáig és a Koreai-félszigetig tart. Az Atlasz-hegységben, Marokkóban, akár 2000 méteres magasságig is megfigyelhető. A melegebb déli európai területeken a faj nagyon elterjedt lehet, és mivel kiválóan tud repülni, gyorsan meghódíthat új helyeket.

## Megjelenése
A faj testhossza 6,5-12 mm. A csápok narancssárgák, sötét végekkel. Az első lábak erősek, melyet ásáshoz használnak. A közép- és hátsó lábak hosszúak és karcsúak, hogy megfeleljenek a galacsinok hatékony görgetéséhez. A rovar teljesen fekete vagy sötétbarna színű, a szárnyfedők néha fémes hatást kelthetnek. Repüléskor a fedőszárnyakat zárva tartják. 

## Életmódja

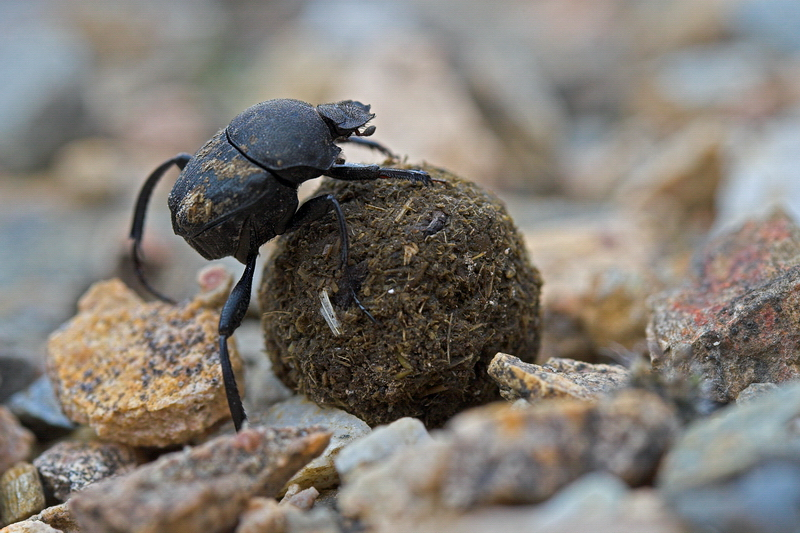
Galacsinját gördítve

A faj szokásos élőhelyei a domb- és hegyvidéki legelők, különösen homokos vagy mészköves területen. A faj számára a juhok és marhák ürüléke szolgál táplálékul, bár nagyvadak, így a szarvasok végtermékét is felhasználhatja. A hím egy alagutat kezd kialakítani a trágya alá, s hamarosan a nőstény is csatlakozik hozzá. Ezután mindkét nem golyót formál a trágyából, majd begurítják azt a járatba. A nőstény egyetlen petét helyez a trágyagalacsinba, melynek jelenléte általában egy duzzanattal mutatkozik meg a beillesztési ponton. A felnőttek élettartama körülbelül egy év, de ez a földrajzi szélességgel változik; Észak-Európában késő júniustól vagy júliustól augusztusig vagy szeptemberig terjed, míg Olaszországban általában júniustól októberig tart.

## Szaporodása
Az kifejlett rovarok a talajba ássák magukat, hogy átteleljenek. Amikor tavasszal előbújnak, ivaréretté válnak. Minden szaporodás során 10-12 járatot hoznak létre. A lárvák néhány nap múlva kikelnek, és általában körülbelül 90 napos fejlődés után bebábozódnak a járatban. Az új imágók nyáron jelennek meg.

## Természetvédelmi helyzete
A faj nem szerepel a Természetvédelmi Világszövetség (IUCN) Vörös listáján, viszont számos európai országban kritikusan veszélyeztetettnek minősül. A lőcslábú galacsinhajtó Magyarországon viszonylag gyakori és nincs jogi védelem alatt.